# Consulenza
La consulenza (anche chiamata con il termine inglese consulting o counseling) è la professione di un consulente, ovvero una persona che, avendo accertata qualifica in una materia, consiglia e assiste il proprio committente nello svolgimento di cure, atti, pratiche o progetti fornendo o implementando informazioni, pareri o soluzioni attraverso il proprio know how e le proprie capacità di problem solving. 
Spesso la consulenza è organizzata attraverso società di consulenza che offrono tali servizi appoggiandosi a uno o più consulenti fino anche migliaia di addetti nel caso di multinazionali aventi un parco clienti distribuito su molte nazioni. 

## Caratteristiche

### Il ruolo e l'attività
Compito del consulente è una volta acquisiti gli elementi che il cliente possiede già, di aggiungervi quei fattori di sua esperienza, conoscenza e professionalità che possono promuoverne sviluppi nel senso desiderato; in tale contesto è sostanziale il rapporto di fiducia tra il committente e chi fornisce consulenza. Tale fiducia può fondarsi su un rapporto consolidato, sulla notorietà del consulente, sulla competenza e capacità dimostrate, sui titoli accademici e professionali che egli possiede. L'attività si estrinseca generalmente fornendo o implementando informazioni, pareri o soluzioni attraverso il proprio know how e le proprie capacità di problem solving. 
In talune situazioni al consulente è richiesta una prestazione di tipo teorico ovvero la mera trasmissione di conoscenze e istruzioni: in questo caso la consulenza è più esattamente formazione. In altre condizioni, diametralmente opposte, al consulente è richiesto di eseguire materialmente delle incombenze operative al posto del committente (quando il cliente è un'azienda si parla di "affidamento o appalto di servizio" o esternalizzazione).
Il ricorso alla consulenza esterna da parte di un'impresa o di un ente pubblico, diffuso nell'ambito dei servizi, è detto esternalizzazione delle risorse umane, motivato spesso dall'elevato grado di specializzazione professionale per la prestazione lavorativa richiesta e dall'abbattimento dei costi imponibili della risorsa al termine della prestazione professionale fornita dallo stesso attraverso forme di lavoro contrattuali tipiche del lavoro parasubordinato o attraverso la somministrazione di lavoro anziché come dipendente oppure attraverso semplici accordi economici tra le parti con il consulente dotato di partita IVA.

### I soggetti fornitori
I consulenti possono essere persone fisiche come privati e liberi professionisti, ma spesso la consulenza è organizzata attraverso società di consulenza che offrono tali servizi appoggiandosi ad uno o più consulenti fino anche migliaia di addetti nel caso di multinazionali aventi un enorme parco clienti distribuito su molte nazioni.

### I soggetti richiedenti
In generale possono richiedere prestazioni di consulenza come clienti sia soggetti privati che pubblici (ad es. le pubbliche amministrazioni) qualora non siano in grado di ottenere autonomamente i risultati desiderati.
In particolare il ricorso alla consulenza è una pratica diffusa nelle organizzazioni pubblico-amministrative o enti governativi tanto che il suo abuso è spesso criticato per via dei costi totali imponibili al richiedente. Nel caso dei privati si può tradurre in una sostanziale delega a terzi di una parte dei propri oneri lavorativi (outsourcing), progressivamente diffusasi a causa della specializzazione sempre più spinta delle conoscenze tecniche finalizzate al raggiungimento degli obiettivi di produzione.
Inoltre, occorre fare un'altra distinzione importante:
- consulenza alle persone fisiche in qualità di consumatori, lavoratori, cittadini, pazienti, utenti, assistiti, in generale individui necessitanti di un servizio consulenziale ma all'infuori dello svolgimento di un'attività economica o professionale;
- consulenza alle imprese, gruppi societari, ditte individuali, ecc. ovvero soggetti, con organizzazione o meno (ad esempio un lavoratore autonomo), che svolgono un'attività economica (artigianale, industriale, commerciale, professionale, agricola) oppure un ente di diritto pubblico che eroghi servizi oppure costituiscono autorità politico-amministrativa; questa tipologia di consulenza è detta "consulenza aziendale". Simile si potrebbe porre la consulenza a organizzazioni non a carattere economico o professionale, come le associazioni (culturali, di volontariato, politiche) o alle fondazioni.

Le consulenze prestate ai predetti soggetti sono due attività molto diverse e anche i consulenti che possono rivolgersi ad ambo le categorie di committenza (ad esempio un legale) poiché tendono a specializzarsi in quanto i due contesti sono assai lontani tra loro. Basta pensare che un consulente che lavora per enti e imprese deve, come minimo, interfacciarsi con vari uffici del cliente e adeguarsi alle sue procedure (anche se fossero solo quelle amministrative).
Inoltre, per una determinata materia consulenziale ci si può rivolgere o ad un libero professionista che lavora in proprio o farsi assistere da un'organizzazione (società di consulenza, studio professionale, impresa di servizi).

## Tipi di consulenza

### Il consulente di fiducia
Le prestazioni del consulente di fiducia riguardano rapporti fondati sulla stima che una persona riscuote a prescindere da formalità e titoli; qui la competenza del consulente riguarda solitamente problematiche a carattere riservato delle quali egli ha ampia conoscenza e di cui si può prendere cura anche attivamente. Egli può essere rivestito da una persona che ha acquisito negli anni la stima da parte di una terza avendo dimostrato ad essa la sua integerrima ed elevata moralità in ambito lavorativo e/o personale.
Il contesto particolare, può rendere talvolta equivoco tale ruolo, in particolare nei casi in cui l'esito della consulenza si presta a sospetti di natura morale o legale nei quali casi può essere così individuata la figura del “faccendiere”.

### La consulenza politica
Attività di un soggetto o di un'organizzazione - di norma indipendente - che ha il mandato di interpretare e valutare le condizioni del contesto politico e in tale ruolo analizza, progetta e gestisce l'offerta politica di chi intende candidarsi all'opinione pubblica. Il consulente politico aiuta il suo assistito ad acquisire vantaggi competitivi, nei contenuti, nell'organizzazione, nella relazione di consenso con l'elettorato e nella comunicazione, per il fine di distinguersi e posizionarsi in modo ottimale rispetto ai concorrenti.

### La consulenza legale
Rientra nelle consuetudini della professione legale e forense; ogni avvocato – prima ancora di comparire davanti a un giudice e anche a prescindere da questa eventualità – fornisce al proprio cliente una dettagliata consulenza sugli aspetti giuridici della questione che lo riguarda in modo che egli possa decidere, dandone mandato al legale, quale obiettivo perseguire nell'eventuale azione legale da intraprendere. La procura dimostra di avere il mandato ad agire. 
La consulenza legale consiste nel fornire pareri e consigli legali a persone che non possiedono conoscenze giuridiche specifiche, aiutandole a risolvere problematiche di diritto. Questa attività include l'inquadramento del caso all'interno della normativa di riferimento, l'individuazione delle norme giuridiche applicabili e la ricerca degli orientamenti giurisprudenziali rilevanti. 
La consulenza legale può essere svolta anche da dottori esperti laureati in legge o da giuristi. Recentemente, la consulenza legale online è diventata più comune, permettendo ai clienti di ottenere pareri legali senza recarsi fisicamente presso uno studio legale. 

### La consulenza in ambito giudiziario
È svolta da un esperto - detto anche perito - nominato a norma dell'art. 201 del c.p.c. ed assume il ruolo di consulente tecnico d'ufficio o consulente tecnico di parte:

#### Il consulente tecnico d'ufficio (CTU)
Viene incaricato dal giudice a norma dell'art. 61 del codice di procedura civile, quando ai fini della decisione, ravvisa la necessità di una consulenza riguardante la materia del contendere fondata su particolari cognizioni scientifiche.
Tale intervento è obbligatorio in casi previsti dalla legge, come nelle controversie in materia di compensi professionali (art.2233 codice civile) e nel caso dei sinistri marittimi (art. 599 del codice della navigazione).
Compito del CTU è - facendo riferimento a dati certi e documentazione - informare dettagliatamente il giudice sugli elementi sottoposti a giudizio che rientrano nella sua competenza e conoscenza. Le conclusioni tecniche fornite al giudice saranno il risultato di un procedimento logico ben preciso corredato da affermazioni rigorosamente delimitate all'ambito di cui è incaricato.
La perizia così fornita ha la funzione di illuminare e chiarire obiettivamente all'organo giudicante gli aspetti specialistici di cui ha competenza il CTU, sulla base di atti e fatti che questi ritiene utili alla formulazione della consulenza rilevati in relazione alla proprie cognizioni ed all'istanza a lui rivolta.
All'atto della nomina il CTU presta giuramento in apposita udienza ed ha l'obbligo di cooperare con l'autorità giudiziaria.

#### Il consulente tecnico di parte (CTP)
È una persona alla quale una parte in causa conferisce l'incarico peritale quale esperto in uno specifico settore ovvero competente del ramo tecnico/scientifico pertinente alla causa. Il CTP ha il compito, nell'interesse di una parte, di affiancare il CTU nell'espletamento del suo incarico e formulare osservazioni a supporto o critica del risultato al quale il perito del giudice sarà giunto.
Al contrario del consulente tecnico d'ufficio, il CTP non presta giuramento ed ha ampia facoltà di accettare, rifiutare o rimettere l'incarico in ogni tempo, altresì è esonerato dall'obbligo di cooperare con l'autorità giudiziaria ed ha libertà di atti e prestazioni che trova limite solo nel divieto di ostacolare illegittimamente l'attività del CTU.

### La consulenza medica

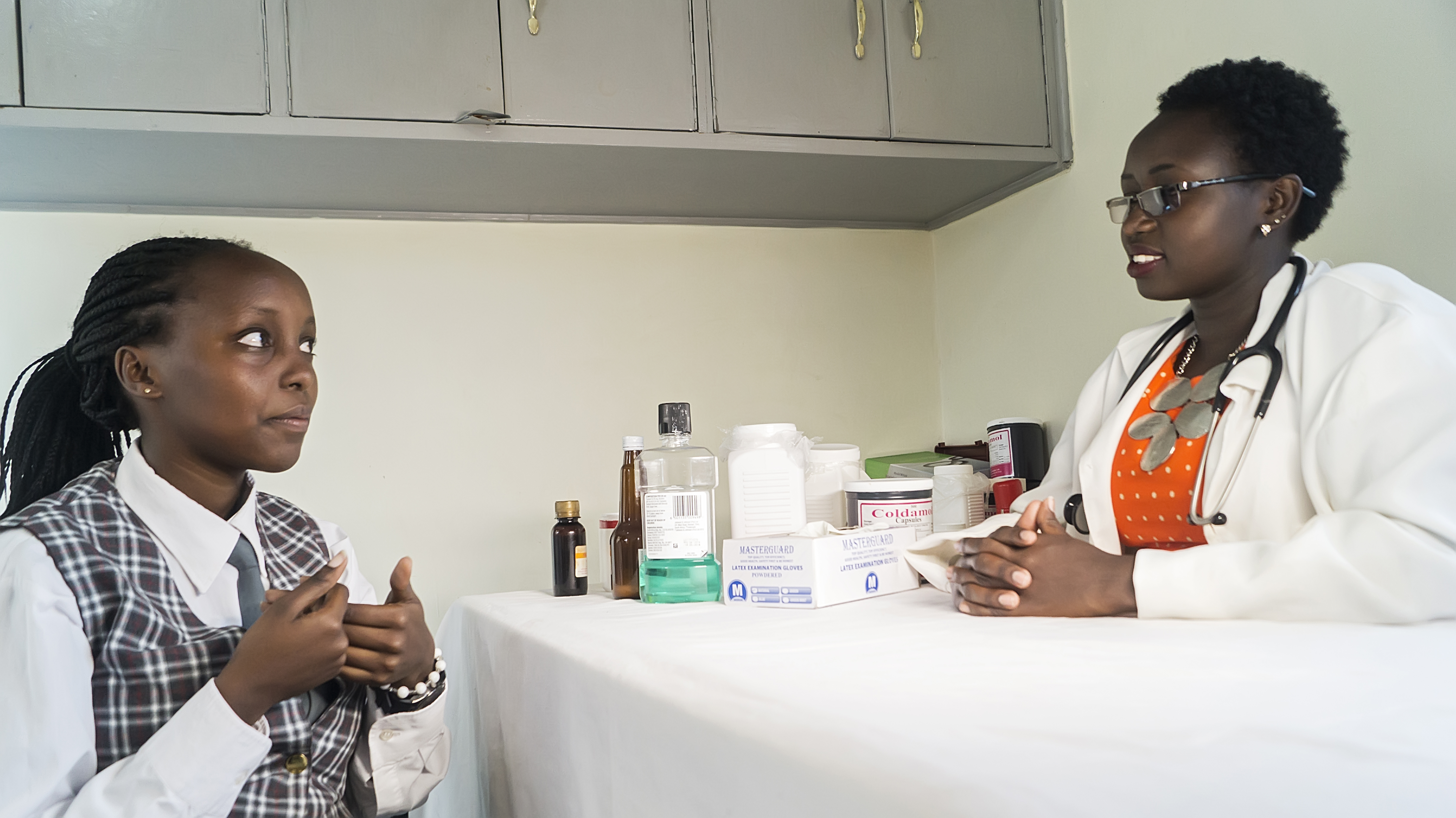
Consulenza medica nella scuola (Kenya, 2017)

Tutto il lavoro del medico, sostanzialmente riferito alla prevenzione e alla cura di ciascuna patologia, si realizza in una forma di consulenza verso il proprio paziente in relazione alle necessità della sua salute; dalla considerazione dei sintomi, dalla visita e dall'esame dei referti diagnostici infatti il sanitario ricava le informazioni necessarie per indirizzare il paziente a un regime igienico o dietetico, a un'appropriata terapia, a un esame specialistico, al ricovero ospedaliero, eccetera. Casi particolari di consulenza medica sono talune prestazioni specialistiche come:

#### La consulenza medico-legale
Può rientrare tra le Consulenze dell'ambito giudiziario (vedi) ed ha lo scopo - esaminato lo stato sostanziale di un corpo umano vivente o deceduto - di riferire a un'autorità ufficiale (giudice inquirente) o incaricata (nel giudizio arbitrale), gli elementi evidenti o desunti necessari al fine di definire inequivocabilmente che cosa ridusse il soggetto nello stato in cui si trova, probabili cause e conseguenze oggettive dell'evento, eventuali responsabilità civili e penali, e diritto a remunerazione risarcitoria. In tale contesto si colloca anche la consulenza medico-infortunistica che riguarda gli accertamento necessari su lesioni conseguenti a infortuni di ogni genere: sul lavoro, stradali, domestici, eccetera.

#### La consulenza psichiatrica giuridica
Riguarda precise qualità e attitudini delle persone che vi vengono sottoposte in relazione a eventi giudiziari civili (come l'emancipazione di un minore o l'interdizione per incapacità di un menomato) oppure penali (come la definizione di capacità d'intendere e volere in relazione a un reato); come altre tipologie di consulenza, essa viene prestata a conforto del compito del giudice che se ne avvale restando dominus della decisione ultima in quanto sentenzia, a prescindere dai contributi dei consulenti che vi concorrono, in base al proprio "libero convincimento".

#### Il consulto medico
Nasce tradizionalmente dalla richiesta di un medico ad un altro di notoria esperienza e competenza, affinché si pronunci in merito allo stato di un paziente e ai provvedimenti del caso. Tale categoria di consulenza si riferisce a una gerarchia tra professionisti della quale col tempo s'è quasi perduta la consuetudine. Un tempo, soprattutto da parte del medico di periferia, era in uso il consulto epistolare con il quale si chiedeva un parere al proprio professore di Università dove si era conseguita la laurea. In buona parte del Sud Italia i carteggi viaggiavano, spesso a dorso di asino, da e per Napoli. Se il paziente, nonostante il consulto e le nuove cure non migliorava, si vedeva costretto ad andare personalmente a visita con mezzi che potevano impiegare diversi giorni di viaggio. Nel contesto professionale attuale il medico - come atto di eccellenza professionale e non di sottomissione della propria competenza - può trovare conveniente ai fini del proprio compito chiedere il parere diagnostico dello specialista al quale invia un paziente. In tale contesto si collocano anche le prescrizioni di esami strumentali e bio-chemiologici sull'organismo, come l'invio alla visita chirurgica quale ultima ratio per sintomi, eventi e disturbi che non consentano diversamente la conclusione diagnostica.

### La consulenza tecnico-scientifica
Si tratta di una forma di consulenza che riguarda l'ambito tecnico o scientifico ovvero la richiesta a terzi di una commissione privata (outsourcing) sotto forma di un progetto tipicamente ingegneristico o architettonico oppure uno studio di analisi o valutazione scientifica di tipo fisico, matematico, biologico, geologico o più frequentemente chimico-ambientale o naturalistico. Comuni sono le figure del consulente ambientale e quella del consulente informatico. Sono forme di consulenza tecnico-scientifica anche i processi di revisione paritaria degli studi scientifici condotti prima della loro eventuale pubblicazione su riviste specializzate.
Nel settore agricolo e dell'allevamento sono impiegati i consulenti (agronomi, enologi, tecnici alimentaristi, ecc.) per l'assistenza per i produttori di vino, formaggio, olio e tutti gli altri prodotti agricoli.
Anche nel settore della ristorazione si utilizzano consulenti tecnici per l'arredamento, la carta dei vini, il menù, l'approvvigionamento delle materie prime.

#### La consulenza informatica

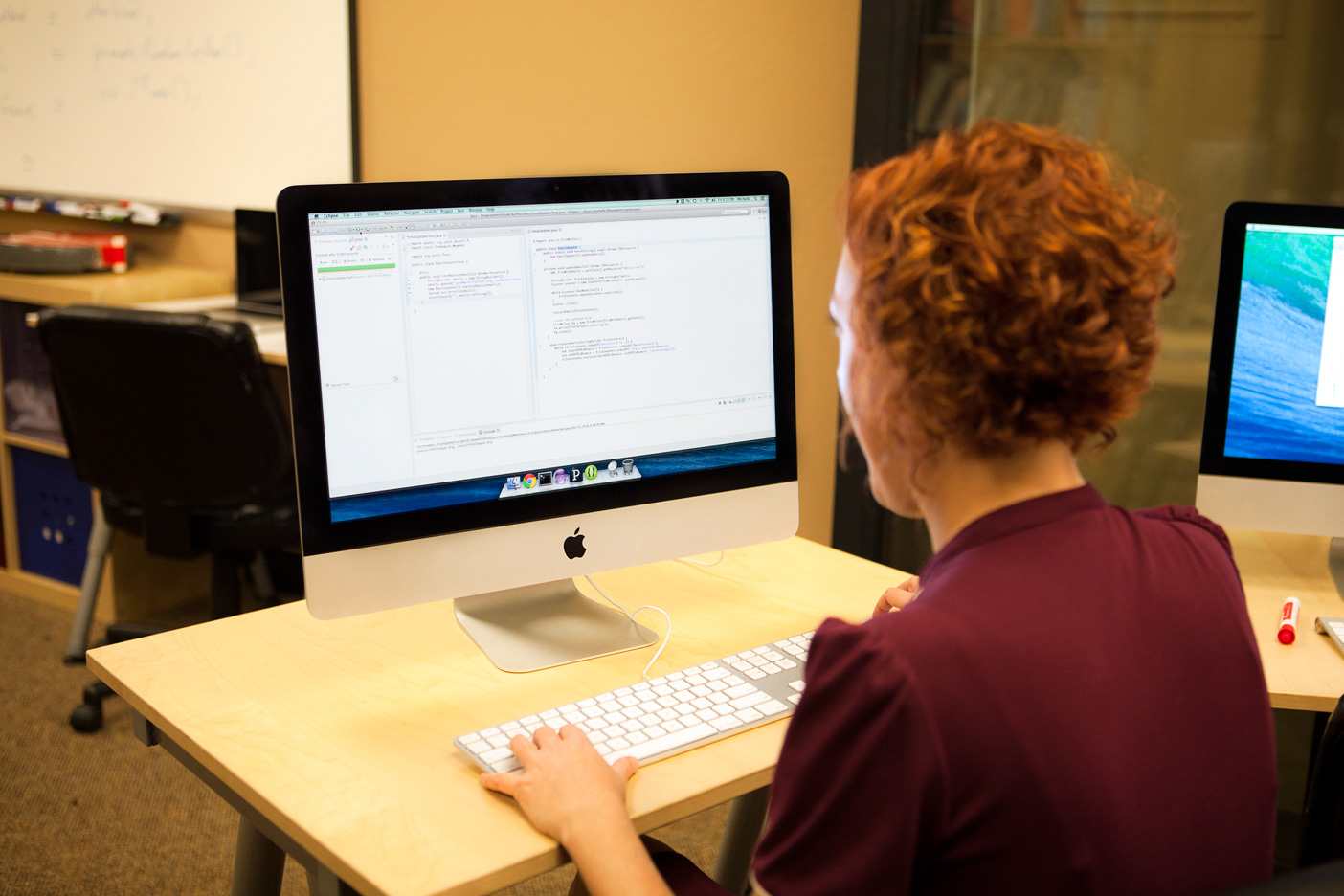
Programmatore all'opera su piattaforma MacOS (Darwin OS)

La consulenza informatica è quella attività che studia, analizza, progetta soluzioni informatiche e risolve i problemi riferiti alle installazioni di sistemi informatici di qualunque portata. Il campo di applicazione della consulenza informatica varia a partire dal singolo PC monoutente, fino ai complessi mainframe.
Si divide in due branche principali, una legata allo sviluppo, all'analisi ed alla progettazione, l'altra all'analisi ed integrazione dei sistemi hardware e delle reti. Sviluppo Software ed Analisi ed Integrazione dei sistemi non sono due branche divise, anzi, al consulente informatico possono essere richieste prestazioni che riguardano entrambi.
Esistono aziende che si occupano di selezione del personale per conto di altre aziende, spesso ricorrendo a consulenti informatici specializzati.
Si è notevolmente sviluppata dalla necessità delle aziende di ottenere supporto tecnico volto a guidarle, sia nella formazione informatica rivolta alle risorse umane e gestionali, che in quelle di ottimizzazione degli strumenti e delle attrezzature necessarie. Il continuo aggiornamento dei sistemi informatici in uso, la migrazione di sistemi complessi, oppure il miglioramento del grado di funzionalità e sicurezza dei sistemi che costituiscono le tecnologie dell'informazione in azienda, richiedono una costante e dinamica presenza del consulente informatico all'interno dei progetti citati. Il consulente informatico è tipicamente un perito tecnico od un ingegnere o un laureato in scienze dell'informazione che ha acquisito, in anni di professione, qualità tali da garantire un'efficiente soluzione del problema.

### La consulenza psicologica
La consulenza psicologica o counseling è un insieme integrato di attività forniti da psicologi e psicologi-psicoterapeuti, miranti ad accrescere il benessere e migliorare la qualità della vita della persona. Secondo l'Ordine degli psicologi italiano, la consulenza psicologica «comprende tutte le attività caratterizzanti la professione psicologica, e cioè l’ascolto, la definizione del problema e la valutazione, l’empowerment, necessari alla formulazione dell’eventuale, successiva, diagnosi. Lo scopo è quello di sostenere, motivare, abilitare o riabilitare il soggetto, all’interno della propria rete affettiva, relazionale e valoriale, al fine anche di esplorare difficoltà relative a processi evolutivi o involutivi, fasi di transizione e stati di crisi anche legati ai cicli di vita, rinforzando capacità di scelta, di problem solving o di cambiamento.» In questo ambito, lo psicologo opera per migliorare la capacità delle persone di comprendere se stessi e gli altri e di comportarsi in maniera consapevole, congrua ed efficace. Oltre al colloquio, lo psicologo può utilizzare strumenti tecnici (come test, questionari, scale di misura, ecc.) pertinenti alla sua categoria professionale, validati e scientifici.
La consulenza può applicarsi ad altri ambiti oltre a quello clinico: si distinguono infatti la consulenza psicologica individuale, di coppia, di triade, di gruppo e di contesto (lavoro, sicurezza, giudiziario, produttivo, commerciale, orientamento, ecc.), a seconda della richiesta del soggetto o ente.
In base alle teorie generali di riferimento e alla propria esperienza personale e formativa, dagli esiti di test e questionari, dalla considerazione dei fenomeni osservati, dall'ascolto di quelli riferiti e dalla conoscenza di quanto di utile connota il contesto osservato, lo psicologo ricava le informazioni necessarie per una descrizione dello stato dei fatti e delle eventuali alternative potenziali al fine di orientare la persona o l'ente committente verso scelte conformi ai propri desideri, bisogni e possibilità.

### La consulenza aziendale
Con il termine consulenza aziendale non si intende una tipologia di consulenza bensì il raggruppamento di consulenze specifiche e settoriali quando rivolte al mondo delle imprese, degli enti pubblici e delle associazioni (le organizzazioni in termini generali secondo la definizione della norma ISO 9000).
Pertanto, la consulenza tecnica/tecnologica, fiscale, tributaria e contabile (amministrativa), finanziaria, legale, psicologica, medica, informatica, d'immagine e comunicazione, di amministrazione del personale, notarile, ecc quando rivolta non a consumatori-cittadini (clienti privati) ma ad aziende, rientra nella vasta categoria della consulenza aziendale. Vi sono delle consulenze che sono solo aziendali (esempio la consulenza direzionale, quella commerciale, la consulenza del lavoro, di medicina del lavoro, di psicologia del lavoro, la consulenza di processo e tante altre specializzazioni di consulenze più generali).
Tra le attività presidiate dai consulenti aziendali spesso vi è la compliance ovvero l'area delle materie "obbligatorie" in quanto regolamentate per legge ad esempio: contabilità e bilancio, salute e sicurezza sul lavoro, privacy, affari legali, etc a cui si aggiungono quelle liberamente adottate (quindi non perché cogenti in forza di leggi) ma rispondenti a norme volontarie (ad esempio la qualità la cui conformità è valutata dagli organismi di certificazione).
Occorre non confondere i servizi erogati dai consulenti aziendali (che sono imprese o liberi professionisti) da quelli forniti dalle associazioni di categoria delle imprese quando svolgono le classiche funzioni di rappresentanza e tutela dei propri associati.

### La consulenza direzionale
Si tratta di servizi rivolti a programmi con tipologie diverse, per imprese private di qualsiasi dimensione o aziende ed enti pubblici, professionalità definite ovvero interprofessionali, con fonti finanziarie proprie, di fondazioni, di munificenza privata, di Enti pubblici locali, nazionali e comunitari. Generalmente possono svolgersi in più fasi, dall'analisi del bisogno (organizzativo, formativo, gestionale, ecc.), al reperimento delle fonti di finanziamento, alla razionalizzazione della documentazione generale, dell'offerta tecnica e del piano finanziario, fino alla consulenza organizzativa in corso d'opera, sia direzionale che di processo.
La consulenza alle organizzazioni è di solito erogata dalla figura professionale del Consulente di direzione (Consulente di management). Questi consulenti possono essere qualificati attraverso uno schema internazionale noto come CMC (Certified Management Consultant) definito dall'ICMCI ed in Italia rilasciato da APCO.
In merito alle opportunità offerte dai finanziamenti pubblici per la formazione, riguarda interventi che agevolano l'adattamento delle maestranze ai mutamenti industriali e all'evoluzione dei sistemi di produzione. Rientrano in questo scopo le attività di formazione promosse dalle organizzazioni a favore dell'aggiornamento dei propri dipendenti.
Per la consulenza di management sono vigenti due standard professionali di riferimento:
ISO 20700 Linea guida per i servizi di consulenza di management, e UNI 11369:2019 Attività professionali non regolamentate - Consulente di management - Requisiti di conoscenza, abilità e competenza

### La consulenza finanziaria
La consulenza finanziaria concerne le scelte di investimento e di finanziamento di un qualsiasi soggetto economico che, non possedendo gli adeguati requisiti di competenza, necessita dell'assistenza di un consulente finanziario per effettuare valutazioni di convenienza. Il consulente finanziario aiuta a definire obiettivi finanziari, creare piani strategici, ottimizzare la gestione degli investimenti e ridurre l'impatto fiscale, analizzando i rischi associati a diverse scelte di investimento e proponendo soluzioni per mitigarli.
In Italia, l'attività di consulente finanziario è regolamentata da una serie di leggi e atti emanati dalla Commissione Nazionale per le Società e la Borsa (CONSOB), dalla Banca d'Italia e dal Ministero dell'Economia e delle Finanze. Per esercitare la professione è necessario possedere adeguati requisiti di onorabilità e professionalità, nonché essere iscritti all'Albo unico dei consulenti finanziari tenuto dall'organismo nominato dal Ministero dell'Economia e delle Finanze, previo superamento di un esame di abilitazione. 
La normativa di riferimento include il Testo Unico della Finanza (D.lgs. n. 58/1998) e la Direttiva dell'Unione europea 2004/39/CE (MiFID II).

### La consulenza pubblicitaria
In ambito pubblicitario, la consulenza rientra nelle strategie di marketing e di vendita, al fine di promuovere uno o più prodotti immessi sul mercato. Il consulente pubblicitario studia il mercato di riferimento, identifica il target audience, i competitor e le tendenze di settore. Sviluppa e pianifica campagne pubblicitarie efficaci attraverso vari canali come stampa, televisione, radio, online e social media. 

### La consulenza del lavoro
I consulenti del lavoro sono professionisti dell'area giuridico-economica. Il consulente del lavoro ha competenze specifiche nella gestione del personale subordinato e parasubordinato per conto delle imprese. Ha conoscenze in materia di contabilità e consulenza fiscale. Si occupa della gestione di tutti gli aspetti contabili, economici, contrattuali, assicurativi, previdenziali e sociali in tema di amministrazione del personale. L'attività tipica, specie per le micro, piccole e medie aziende, è l'elaborazione dei cedolini paga e adempimenti correlati.
Il consulente del lavoro si occupa di amministrazione del personale (dal lato del datore di lavoro): la gestione delle risorse umane è un'altra materia svolta da consulenti diversi (organizzazione aziendale, psicologia del lavoro, qualità, coaching, ecc.).
Nel mondo l'eventuale esistenza del consulente del lavoro (o altrimenti denominato), così come l'ambito delle attività e le qualifiche necessarie, variano a seconda della nazione ovvero dal livello di complicazione delle procedure e adempimenti amministrativi (soprattutto verso eventuali enti pubblici di tipo previdenziale, assicurativo o giuridico/ispettivo) che il datore di lavoro deve eseguire o dall'intensità di regolamentazione statale della singola nazione.

### La consulenza editoriale
Limitatamente alle funzioni di piccola editoria è uso definire consulenza editoriale il servizio del laboratorio di stampa e riproduzione per conto di privati di libri, manuali, dispense, tesi di laurea; tale prestazione comprende correzione di bozze, revisione, impaginazione, progettazione grafica.
A livelli di casa editrice l'opera del consulente editoriale rientra in un'ampia categoria di specifiche consulenze ciascuna delle quali può essere delimitata a una fase del processo che porta alla pubblicazione di un testo o di un prodotto comunicativo destinato alla diffusione, oppure – come opera di uno staff di consulenti, in relazione all'importanza dell'organizzazione - inserirsi in una sinergia di relazioni tra gli autori, la dirigenza e le maestranze; a livello di eccellenza questo tipo di consulenza richiede quindi – oltre a particolari sensibilità verso il target - capacità pratiche e conoscenze approfondite di ordine estetico, culturale e imprenditoriale sulle quali potrà contare l'editore per l'attività e il successo della propria produzione.
In tali contesti si inserisce l'innovativo fenomeno del “editing-on-demand” - la pubblicazione con tecnologia digitale - che consente di riprodurre anche una copia alla volta di testi, musica e video, con notevole risparmio di costi editoriali e richiede al consulente editoriale le particolari conoscenze e competenze dell'informatica dedicata.

### La consulenza educativa
La consulenza educativa attuata dal pedagogista è processo di aiuto ai genitori in difficoltà nella relazione con i propri figli e nella loro educazione.

## Le società di consulenza
Le società di consulenza sono quelle imprese che forniscono in esternalizzazione servizi ad aziende clienti o committenti in vari settori di consulenza (economico-finanziaria, legale, informatica, medica, ambientale, ecc...) avvalendosi del know how ovvero delle capacità di problem solving di propri consulenti. Si può andare da piccole organizzazioni di pochi addetti e un solo settore di consulenza a società di medie e grandi dimensioni con centinaia o anche migliaia di consulenti con più settori di consulenza ovvero multiservizi come nel caso di multinazionali con fatturato di centinaia di milioni o anche miliardi di euro quotate in borse valori. La diffusione di queste società è in crescita dagli inizi degli anni 2000 con la New Economy e la diffusione di Internet e delle tecnologie informatiche. Ovviamente, esistono società o dipartimenti di quelle molto grandi, specializzate per settore economico o tipologia di cliente. Fanno parte del cosiddetto settore terziario avanzato. La loro organizzazione è tipica aziendale con management, back office e front office partecipando a gare di appalto per aggiudicarsi commesse su varie tipologie di progetti (è frequente il ricorso al subappalto per poter diversificare il servizio, sfruttando la grande capacità commerciale e la notorietà nonché l'utilizzo di una vasta rete di freelance). Clienti tipici sono pubblica amministrazione, banche, industrie e altre aziende di qualsiasi comparto, settore e dimensione.
Spesso, questi grandi player sono in realtà espressioni di enormi gruppi societari, diversificati in altri settori.

### Principali società di consulenza al mondo
- Accenture
- Capgemini
- Gruppo Altran
- Alten
- Atos
- Reply
- Engineering
- Almaviva
- Teradata
- NTT Data
- Deloitte & Touche
- Ernst & Young
- Pricewaterhouse Coopers
- A. T. Kearney
- Kpmg
- Nomisma (azienda)
- Andersen Worldwide
- Booz & Company
- Bain & Company
- Gartner
- HP Enterprise Services
- Roland Berger Strategy Consultants
- McKinsey & Company
- Boston Consulting Group
- Arthur D. Little
- Sia Partners
- NUS Consulting Group
- Arthur Andersen
- American Appraisal
- IMS Health

## Normativa nel mondo

### Italia
L'attività di consulenza è disciplinata in Italia dal codice civile, in particolare dagli art. 2222 e seguenti definendola come "prestazione" o "contratto d'opera intellettuale". Secondo il codice si parla di prestazioni d'opera (chiamate anche consulenze professionali) quando una persona, dietro corrispettivo, si impegna a compiere un'opera o un servizio prevalentemente attraverso il proprio lavoro e senza vincolo di subordinazione nei confronti del committente. Le consulenze professionali, dal punto di vista normativo, sono definite prestazioni d'opera (intellettuale) e fanno riferimento principalmente agli articoli dal 2222 al 2228 del codice e, se si tratta di prestazioni d'opera intellettuali, agli articoli 2229-2230 e seguenti del predetto testo normativo. Quando il fornitore è un'impresa, allora si tratta di fornitura (oppure, se del caso, appalto) di servizi non di prestazione d'opera.
Nei casi in cui - insistendo in atti riferiti ad attività di consulenza, i termini, le funzioni e la legittimazione - diversi livelli di abuso concorrono alla realizzazione di un fine economico sospetto d'illecito, quando nell'inchiesta è possibile dimostrare in tali elementi la malafede dei soggetti interessati, ciò costituisce la base o l'aggravante del reato di falso nelle diverse configurazioni.